# Lehota
Lehota és un poble i municipi d'Eslovàquia que es troba a la regió de Nitra, al sud-oest del país.

## Demografia
| Godina             | 1994 | 2004   | 2014    | 2024   |
| ------------------ | ---- | ------ | ------- | ------ |
| Nombre de persones | 1819 | 1803   | 2233    | 2428   |
| Diferència         |      | −0,87% | +23,84% | +8,73% |

| Godina             | 2023 | 2024   |
| ------------------ | ---- | ------ |
| Nombre de persones | 2416 | 2428   |
| Diferència         |      | +0,49% |